# タリブ・クウェリ
タリブ・クウェリ（Talib Kweli、1975年10月3日 - ）は、アメリカ合衆国ニューヨーク州ブルックリン区出身のヒップホップMC、俳優。ファーストネームの「タリブ」はアラビア語で「学ぶ人」「探求者」を、ミドルネームの「クウェリ」はスワヒリ語で「真実」を意味する。

## 経歴

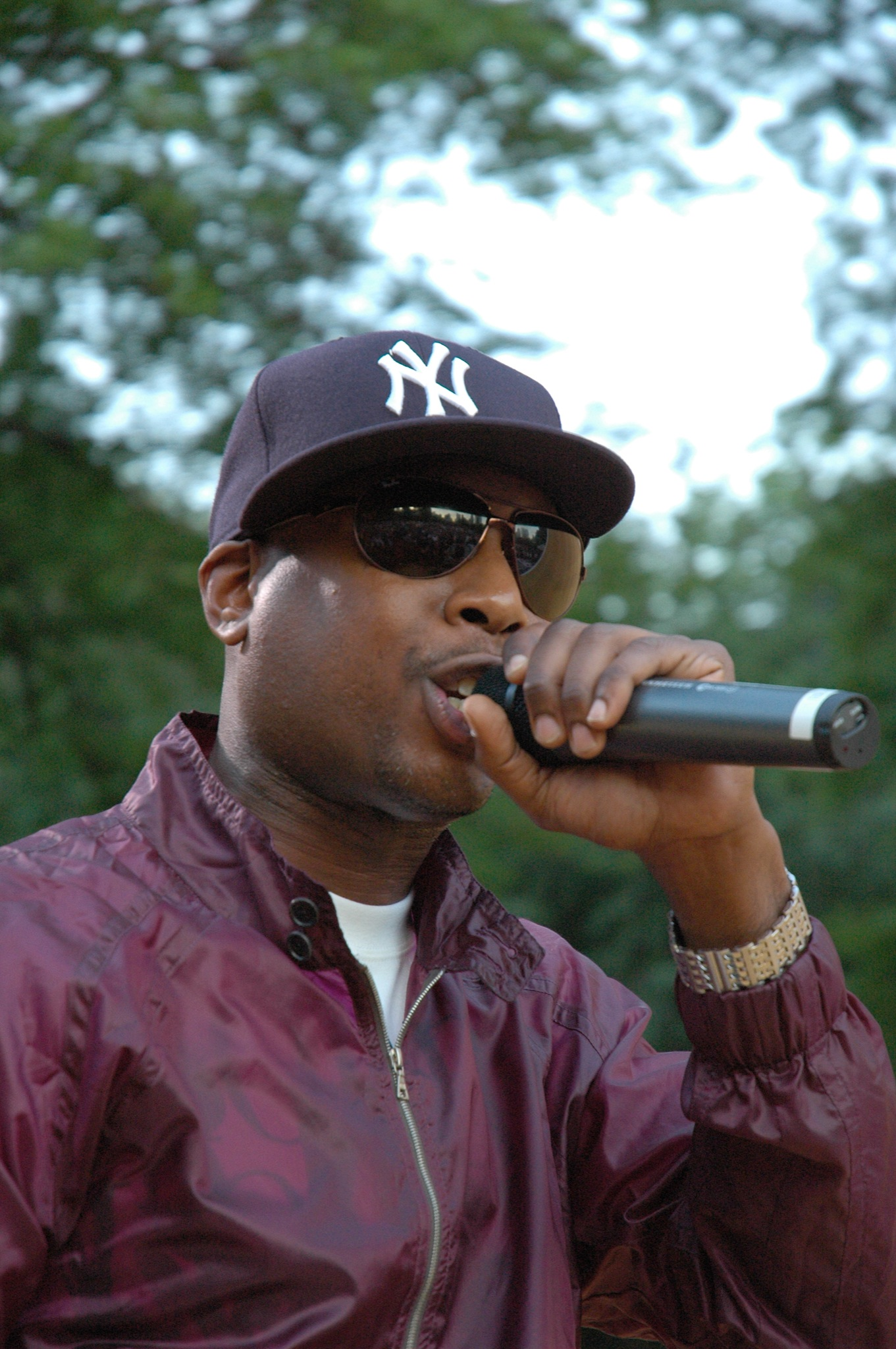
タリブ・クウェリ

ブルックリンの生まれ。父親は社会学者、母親は言語学者という非常にアカデミックな家庭で育つ。弟のジャマール・グリーンはコロンビア大学法科大学院の教授で、Facebook監督委員会の共同議長、合衆国最高裁判所の書記経験者である。自身もニューヨーク大学を卒業している。
10代の頃からデ・ラ・ソウル等の影響を受け、1997年にヒップホップ・グループのMoodによるファースト・アルバム『Doom』にゲストとして参加する。この頃にDJハイ・テック (DJ Hi-Tek) やモス・デフと出会い、DJハイ・テックとは合作でリフレクション・エターナル名義によるEPをリリース。その後、モス・デフとブラック・スターを結成。
2002年頃から本格的にソロ活動を始める。
現在はヒップホップ・バンド、ザ・ルーツのリーダーであるクエストラヴが主催するオーケイプレイヤー (Okayplayer) というクルーのメンバー。
また、2006年リリースのグラフィティをテーマにしたビデオゲーム『Marc Eckō's Getting Up: Contents Under Pressure』では主人公の声を担当している。
2000年にDJハイ・テックとのリフレクション・エターナルによるアルバム『トレイン・オブ・ソート』をリリース。
2010年にR&BシンガーのResとのプロジェクト、アイドル・ウォーシップ (Idle Warship) のアルバム『Party Robot』をリリースする。

## ディスコグラフィ

### ソロ・アルバム
- 『クオリティ』 - Quality (2002年)
- 『ザ・ビューティフル・ストラッグル』 - The Beautiful Struggle (2004年)
- 『イヤードラム』 - Eardrum (2007年)
- 『ガター・レインボウズ』 - Gutter Rainbows (2011年)
- 『プリゾナー・オブ・コンシャス』 - Prisoner of Conscious (2013年)
- 『グラヴィタス』 - Gravitas (2013年)
- Fuck the Money (2015年)
- 『レディオ・サイレンス』 - Radio Silence (2017年)

### コラボレーション・アルバム
- 『ブラック・スター』 - Mos Def & Talib Kweli Are Black Star (1998年) ※ブラック・スター名義 with モス・デフ
- 『トレイン・オブ・ソート』 - Train of Thought (2000年) ※リフレクション・エターナル名義 with ハイ・テック
- Liberation (2007年) ※with マッドリブ
- Revolutions Per Minute (2010年) ※リフレクション・エターナル名義 with ハイ・テック
- Habits of the Heart (2011年) ※アイドル・ウォーシップ名義 with Res
- 『インディ500』 - Indie 500 (2015年) ※with ナインス・ワンダー
- The Seven (2017年) ※EP with スタイルズ・P
- Gotham (2021年) ※with ダイアモンド・D
- No Fear of Time (2022年) ※ブラック・スター名義 with ヤシーン・ベイ
- Liberation 2 (2023年) ※with マッドリブ